# Misión (videojuegos)
Una misión en un videojuego es una tarea la cual tiene que ser resuelta por un personaje jugador, o un grupo de estos, para conseguir una determinada recompensa. Las recompensas pueden ser de diversos tipos, tales como, un aumento en los puntos de experiencia del personaje que le permitirá aprender nuevas habilidades, botines, dinero del juego, acceso a áreas del juego restringidas o cualquier combinación de los anteriores.
Las misiones se suelen agrupar de manera general en cuatro categorías, misiones de matar criaturas, misiones de entrega, misiones de recolección y misiones de escolta. Las misiones se pueden agrupar formando una serie de misiones o cadenas. De esta manera, las misiones son utilizadas para proporcionar al jugador más trasfondo del mundo en el que juega. También se usan las misiones para avanzar en la trama del juego.

## Visión general
En el sentido más general, una misión es una "búsqueda para conseguir un determinado resultado", en contraste con simplemente ganar en el juego. Las típicas misiones consisten en matar una serie de criaturas o conseguir una serie de artículos específicos. Algunas misiones solo llevan unos minutos mientras que otras pueden llegar a necesitar de varias horas para ser completadas, y algunas incluso días o semanas. A menudo, cuanto más grande es la recompensa, mayor es el tiempo que se necesita para completar la misión, además normalmente se necesita cumplir una serie de requisitos para poder comenzar a realizar la misión.

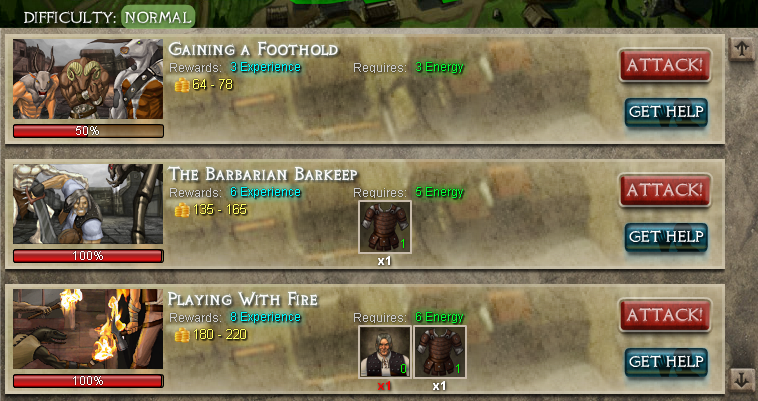
Menú de misiones de Dawn of the Dragons

Las misiones son una herramienta usada en juegos de rol para evitar poner a los jugadores en una situación que únicamente requiere tomar acciones repetitivas como por ejemplo matar criaturas. Una misión puede requerir que los jugadores realicen algunas de estas acciones repetitivas pero son para conseguir un determinado objetivo como conseguir una habilidad, conseguir acceso a algunas áreas restringidas, dinero del juego para poder comprar nuevos objetos como armaduras y armas. Este proceso, comúnmente conocido como grinding, disminuye la progresión del personaje en el juego y además reduce la diversión del jugador. El tener una serie de misiones para afrontar es una manera de proporcionar variedad y además evita la necesidad de hacer grinding.
Las misiones opcionales (conocidas como side-quest en inglés) son una parte opcional de las misiones en los videojuegos, sobre todo en los de rol. Es una pequeña misión dentro de un argumento más grande que puede ser usado para cambiar la estructura lineal de un argumento. Como norma general, no es necesario completar una misión opcional para acabar el juego pero el hacerlo puede proporcionar algunos beneficios al personaje jugador.

## Tipos

### Misiones de matar criaturas
Una misión de matar criaturas consiste en acabar con un número específico de criaturas o personaje no jugador. Este tipo de misiones suelen requerir que el personaje vuelva con alguna prueba de haberla finalizado, tales como colmillos de animal o la cabeza de algún personaje. Existen también misiones para matar a otros personaje jugadores.

### Misiones de entrega
Las misiones de entrega suelen enviar al personaje de un lugar a otro para llevar un objeto. A veces el jugador necesitará conseguir el objeto primero para poder llevarlo. Estas misiones normalmente piden al personaje que se embarque en u viaje a través de terreno desconocido o peligroso, y a veces con un tiempo límite.

### Misiones de recolección
Las misiones de recolección requieren que un personaje consiga un determinado número de objetos. Estos objetos se pueden encontrar en un emplazamiento determinado o pueden requerir que el personaje mate unas determinadas criaturas para conseguirlos. Estas misiones además pueden requerir que una vez conseguidos estos objetos tengan que ensamblarse de alguna manera.

### Misiones de escolta
Las misiones de escolta son un tipo de misiones que consisten en matar una serie de criaturas para proteger a un determinado personaje no jugador mientras se explora un área junto con ese personaje no jugador. La mayoría de las veces se requerirá que el personaje mate a criaturas para asegurar la supervivencia del PNJ. Las misiones de escolta pueden ser usadas para “obligar” a un personaje a explorar una determinada zona para que se desarrolla parte de la trama. También pueden usarse para llevar a un personaje de una zona a otra, llevándolo hacia un destino determinado. En los videojuegos pueden ocurrir problemas durante estas misiones si la inteligencia artificial que controla el PNJ hace que este se comporte de una manera extraña.

### Híbridas
Las misiones de este tipo son aquellas que incluyen elementos de varios de los tipos descritos anteriormente para formar una misión más compleja. Por ejemplo, una misión puede requerir que un personaje consiga unos determinados objetos para construir un arma (misión de recolección) que permita matar con una criatura determinada (misión de matar criaturas).

## Cadenas de misiones
Una cadena o hilo de misiones es un conjunto de misiones que deben completarse secuencialmente. El completar una misión es un requisito indispensable para pasar a la siguiente. Las misiones se van incrementando en dificultar conforme el personaje avanza a través de la cadena. Estas misiones van revelando poco a poco la razón de la misión final. Las misiones en cadena también pueden empezar con misiones que dejan un rastro que animan a los jugadores a seguirlo y se embarcan en un viaje hacia una nueva zona donde se les revela el resto de la cadena de misiones. A través de este tipo de misiones se puede contar la historia de un determinado emplazamiento, dicha historia normalmente se va revelando conforme el personaje progresa en la cadena de misiones.